# Tabernaemontana glandulosa
Tabernaemontana glandulosa är en oleanderväxtart som först beskrevs av Otto Stapf, och fick sitt nu gällande namn av Marcel Pichon. Tabernaemontana glandulosa ingår i släktet Tabernaemontana och familjen oleanderväxter. Inga underarter finns listade i Catalogue of Life.